# Rada Nordycka

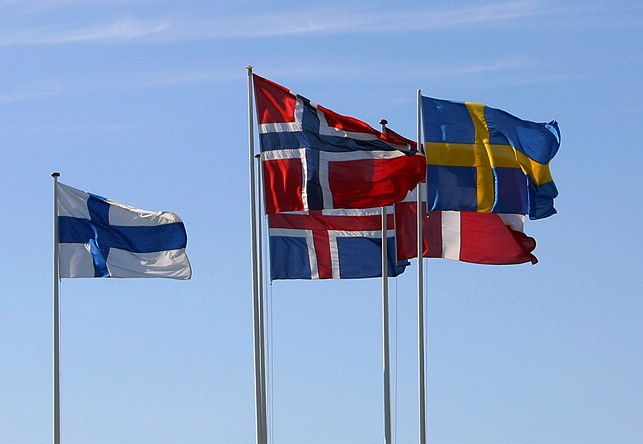
Flagi państw-członków Rady Nordyckiej

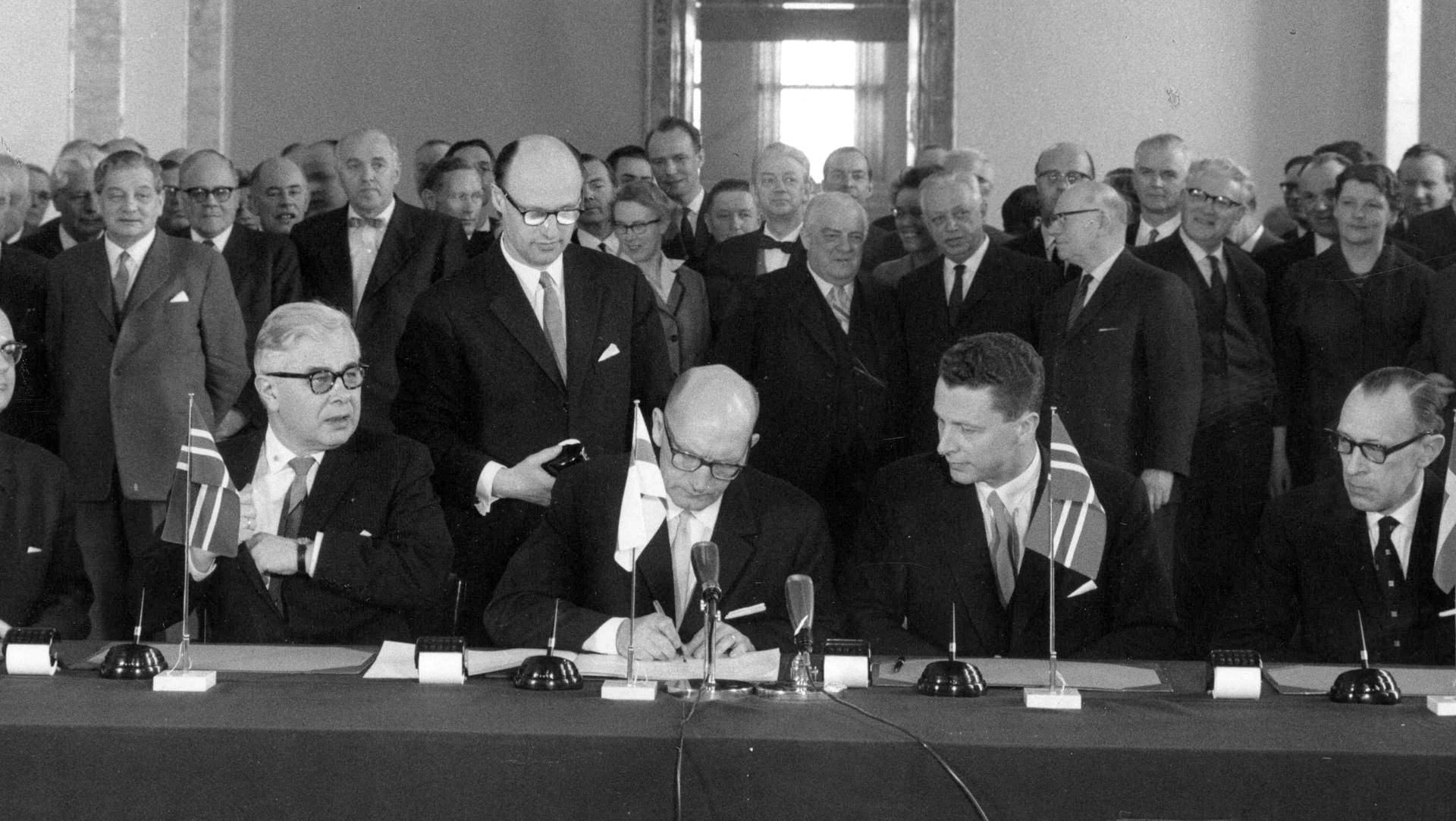
Podpisanie traktatu w Helsinkach (1962). Od lewej: Bjarni Benediktsson, Martti Miettunen, Helge Sivertsen i Herman Kling

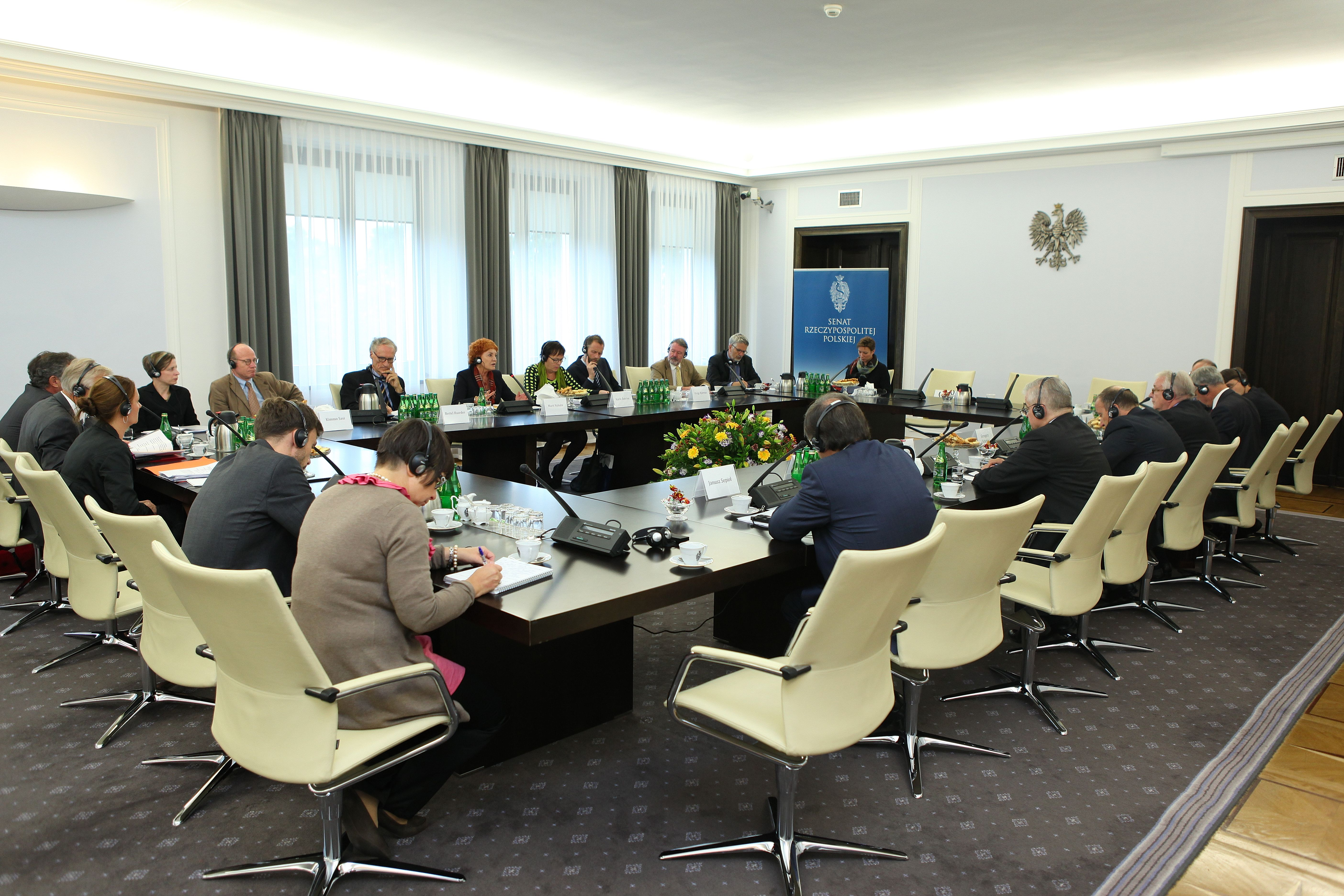
Spotkanie Prezydium Rady Nordyckiej z polskimi parlamentarzystami w Senacie RP (2013)

Rada Nordycka – organizacja subregionalna, forum konsultacyjne parlamentów i rządów państw nordyckich i ich terytoriów autonomicznych, utworzona w 1952 roku. Państwa założycielskie to Dania, Islandia, Norwegia i Szwecja. W późniejszych latach dołączyły Finlandia (w 1955 roku), Grenlandia (w 1984), Wyspy Alandzkie i Wyspy Owcze (w 1970). Językami roboczymi Rady są duński, szwedzki oraz norweski, siedzibą jest Kopenhaga. Rada Nordycka jest wyjątkową organizacją, nie została bowiem utworzona na mocy umowy międzynarodowej (statutu), jak inne organizacje międzynarodowe, ale przez parlamenty krajów skandynawskich, które uchwaliły powołanie jej do życia.
Współpraca w ramach Rady dotyczy wszystkich dziedzin, poza polityką zagraniczną i obronnością. Szczególnie owocna jest współpraca naukowa i kulturalna. Między państwami-sygnatariuszami Rady zniesiono ograniczenia paszportowe i utworzono wspólny rynek pracy. Efektem współpracy są między innymi Skandynawskie Linie Lotnicze SAS czy nagroda literacka Rady Nordyckiej.

## Struktura Rady Nordyckiej (organy)
- Zgromadzenie Plenarne Rady Nordyckiej – składa się z przedstawicieli parlamentów krajowych oraz przedstawicieli rządów, którzy jednak nie mają prawa głosowania. Zgromadzenie zbiera się na doroczne sesje zwyczajne (5–10 dni w stolicach kolejnych państw członkowskich), ewentualnie także na doraźne sesje nadzwyczajne. Delegaci zasiadają w porządku alfabetycznym (według nazwisk), każdy z nich dysponuje 1 głosem. Zgromadzenie uchwala (większością głosów) niewiążące zalecenia i wytyczne adresowane do państw (ich rządów) i Nordyckiej Rady Ministrów, ma również prawo dokonywania zmian w innych gremiach; w obradach uczestniczy też zazwyczaj kilkunastu ekspertów – mają dostęp do materiałów informacyjnych, mogą zabierać głos, nie mają jednak prawa do głosowania. Na zebraniach dyskutowane są sprawy przedstawiane przez rządy państw Rady Nordyckiej;

- Prezydium Zgromadzenia Plenarnego – składa się z 11 członków, w tym Przewodniczącego oraz 4 wiceprzewodniczących. Każdy z nich powinien reprezentować odmienny kierunek polityczny. Prezydium kieruje pracą Zgromadzenia, nadzoruje działalność innych organów, przyjmuje budżet nordycki i może występować w imieniu Rady;

- Nordycka Rada Ministrów – jest organem autonomicznym, powstałym poza strukturami samej Rady Nordyckiej, ale pozostaje z nią w ścisłym związku. Rada została utworzona na mocy Protokołu z 1 sierpnia 1971, dodanego do Układu z Helsinek (23 marca 1962) zawartego między członkami Rady Nordyckiej. Każde z państw w Nordyckiej Radzie Ministrów reprezentowane jest przez przedstawiciela rządu. Decyzje podejmuje się jednomyślnie i są one wiążące dla państw członkowskich;

- Sekretariat do spraw Ogólnych. Obecnie sekretarzem generalnym jest Dagfinn Høybråten.

### Komitety Stałe i Komisje
Komitety Stałe powołuje Zgromadzenie Plenarne Rady Nordyckiej, które określa również liczbę ich członków. Każdy z Komitetów ma własnego sekretarza, mianowanego przez Prezydium Rady.
Od 1997 istnieją 3 Komisje (zajmujące się odpowiednio 3 filarami współpracy Rady, ustalonymi na 46. sesji Rady Nordyckiej w 1995), oraz Komisja ds Kontroli, która może wydawać oświadczenia dotyczące interpretacji Traktatu Helsińskiego i innych porozumień zawartych w ramach Rady Nordyckiej.

## Statutorganizacji
Statut Rady Nordyckiej stanowi umowa o współpracy krajów nordyckich, przyjęta 23 marca 1962 w Helsinkach, określana jako „konstytucja nordycka”. Od lutego 1995 (46. sesji Rady Nordyckiej) współpraca w Rady została podzielona na 3 filary:
- współpracę wewnątrznordycka
- współpracę z obszarami przyległymi (trzema krajami bałtyckimi, północno-zachodnią Rosją i regionem arktycznym)
- współpracę w ramach Unii Europejskiej i OEG

Ustalono również, że kooperacja państw powinna być oparta na tzw. kryterium „nordyckiej korzyści” (nordisk nytta). Działanie takie musi spełniać 3 warunki:
- musi zastępować działanie, które mogłoby być zrealizowane na poziomie narodowym, ale współdziałanie w ramach Rady Nordyckiej pozwoli zwiększyć jego efektywność;
- musi pokazywać oraz promować solidarność nordycką;
- musi podnosić wartości i znaczenia nordyckiej kompetencji i konkurencyjności

Organizacja finansowana jest poprzez partycypację w kosztach przez kraje członkowskie, proporcjonalnie do ich dochodu narodowego brutto.